# Водосховища Львівської області
Водосховища Львівської області — водосховища, які розташовані на території Львівської області (в адміністративних районах і басейнах річок).
На території Львівської області налічується — 20 водосховищ, загальною площею понад — 3288 га, з повним об'ємом — 67,1 млн м³.

## Загальна характеристика
Територія Львівської області становить 21,8 тис. км² (3,6 % площі України).
Територією Львівської області проходить Головний європейський вододіл, що розділяє басейни Чорного та Балтійського морів, зокрема 40 % території області знаходиться в басейні Вісли, 10 % — Дніпра та 50 % — у басейні Дністра.
Гідрографічна мережа Львівської області включає дві великі річки: Західний Буг (195 км в межах області), яка впадає на території Польщі у р. Нарев, праву притоку Вісли; Дністер (207 км на території області). Середні річки: притоки Дністра – Стрий, Серет; притоки Вісли – Сян; притока Прип'яті (басейн Дніпра) – Стир з Іквою.
У Львівській області функціонує 20 водосховищ з повним об'ємом 67,1 млн м³.
Серед них найбільше – Добротвірське водосховище на р. Західний Буг повним об'ємом 14,6 млн м³. Довжина водойми – 13,0 км, ширина до 0,75 км. Пересічна глибина 2,13 м, максимальна 4,0 м.
Наповнення водойми здійснювалося впродовж 1959—1961 рр. Джерелом живлення Добротвірського водосховища є річка Західний Буг (басейн річки Вісли). Основним водокористувачем є Добротвірська ТЕС, яка використовує акваторію водосховища для охолодження циркуляційної води та інших технологічних потреб.
За цільовим призначенням водосховища області використовуються в більшій мірі для риборозведення і технічного водопостачання, а також господарсько-питного водопостачання, зволоження земель, енергетики, регулювання стоку.

## Наявність водосховищ (вдсх) у межах адміністративно-територіальних районів та міст обласного підпорядкування Львівської області[1]
| Район, місто     | Кількість вдсх, шт. | Площа вдсх, га | Об'єм вдсх — повний, млн м³ | Об'єм вдсх — корисний, млн м³ | В оренді, шт. | В оренді, га |
| ---------------- | ------------------- | -------------- | --------------------------- | ----------------------------- | ------------- | ------------ |
| Бродівський      | -*                  | -              | -                           | -                             | -             | -            |
| Буський          | -                   | -              | -                           | -                             | -             | -            |
| Городоцький      | 5                   | 821            | 10,3                        | 9,8                           | -*            | -            |
| Дрогобицький     | 2                   | 157            | 9,6                         | 7,4                           | -             | -            |
| Жидачівський     | 1                   | 197            | 1,6                         | 1,5                           | -             | -            |
| Жовківський      | 1                   | 44             | 1,0                         | 0,9                           | -             | -            |
| Золочівський     | 1                   | 115            | 1,5                         | 0,8                           | -             | -            |
| Кам'янка-Бузький | 1                   | 696            | 14,7                        | -                             | -             |              |
| Миколаївський    | —                   | -              | -                           | -                             | -             | -            |
| Мостиський       | -                   | -              | -                           | -                             | -             | -            |
| Перемишлянський  | -                   | -              | -                           | -                             | -             | -            |
| Пустомитівський  | 2                   | 196            | 5,8                         | 4,3                           | -             | -            |
| Радехівський     | -                   | -              | -                           | -                             | -             | -            |
| Самбірський      | -                   | -              | -                           | -                             | -             | -            |
| Сколівський      | -                   | -              | -                           | -                             | -             | -            |
| Сокальський      | 1                   | 136            | 4,3                         | 3,0                           | -             | -            |
| Старосамбірський | -                   | -              | -                           | -                             | -             | -            |
| Стрийський       | -                   | -              | -                           | -                             | -             | -            |
| Турківський      | -                   | -              | -                           | -                             | -             | -            |
| Яворівський      | 5                   | 894            | 17,2                        | 15,6                          | -             | -            |
| м. Трускавець    | 1                   | 32             | 1,1                         | 1,0                           | -             | -            |
| Разом            | 20                  | 3288           | 67,1                        | 56,7                          | -             | -            |

Примітки: -* — немає водосховищ на території району;
-* — немає водосховищ, переданих в оренду.
На території Львівської області 3 водосховища (15 %) знаходяться на балансі водогосподарських організацій, переданих в оренду водосховищ — немає.

## Наявність водосховищ (вдсх) у межах основнихрайонів річкових басейнівна території Львівської області[1]
| Район річкового басейну | Кількість вдсх, шт. | Площа вдсх, га | Об'єм вдсх — повний, млн м³ | Об'єм вдсх — корисний, млн м³ | В оренді, шт. | В оренді, га |
| ----------------------- | ------------------- | -------------- | --------------------------- | ----------------------------- | ------------- | ------------ |
| Дністра                 | 11                  | 1529           | 29,5                        | 25,8                          | -*            | -            |
| Вісли, у тому числі     | 9                   | 1759           | 2                           | 180                           | -             | -            |
| р. Західний Буг         | 5                   | 1072           | 23,2                        | 180                           | -             | -            |
| р. Сан                  | 4                   | 687            | 14,4                        | 12,9                          | -             | -            |
| Разом                   | 20                  | 3288           | 67,1                        | 56,7                          | -             | —            |

Примітка: * — немає водосховищ, переданих в оренду.
В межах району річкового басейну Дністра розташовано 55 % водосховищ Львівської області; на район річкового басейну Вісли (Західного Бугу) припадає 45 % водосховищ.

## Наявність водосховищ (вдсх) об'ємом понад 10млн м³ на території Львівської області[1]
| Назва водосховища, річки (басейну)                        | Місцезнаходження вдсх (населений пункт, район) | Площа вдсх, га | Об'єм вдсх — повний, млн м³ | Об'єм вдсх — корисний, млн м³ |
| --------------------------------------------------------- | ---------------------------------------------- | -------------- | --------------------------- | ----------------------------- |
| Добротвірське вдсх, р. Західний Буг (р. Нарев, р. Вісла*) | смт Добротвір, Кам'янка-Бузький                | 696            | 14,6                        | 12,4                          |

Примітка:- * — у дужках показано послідовність впадіння у головну річку.